# Trudpert (Heiliger)

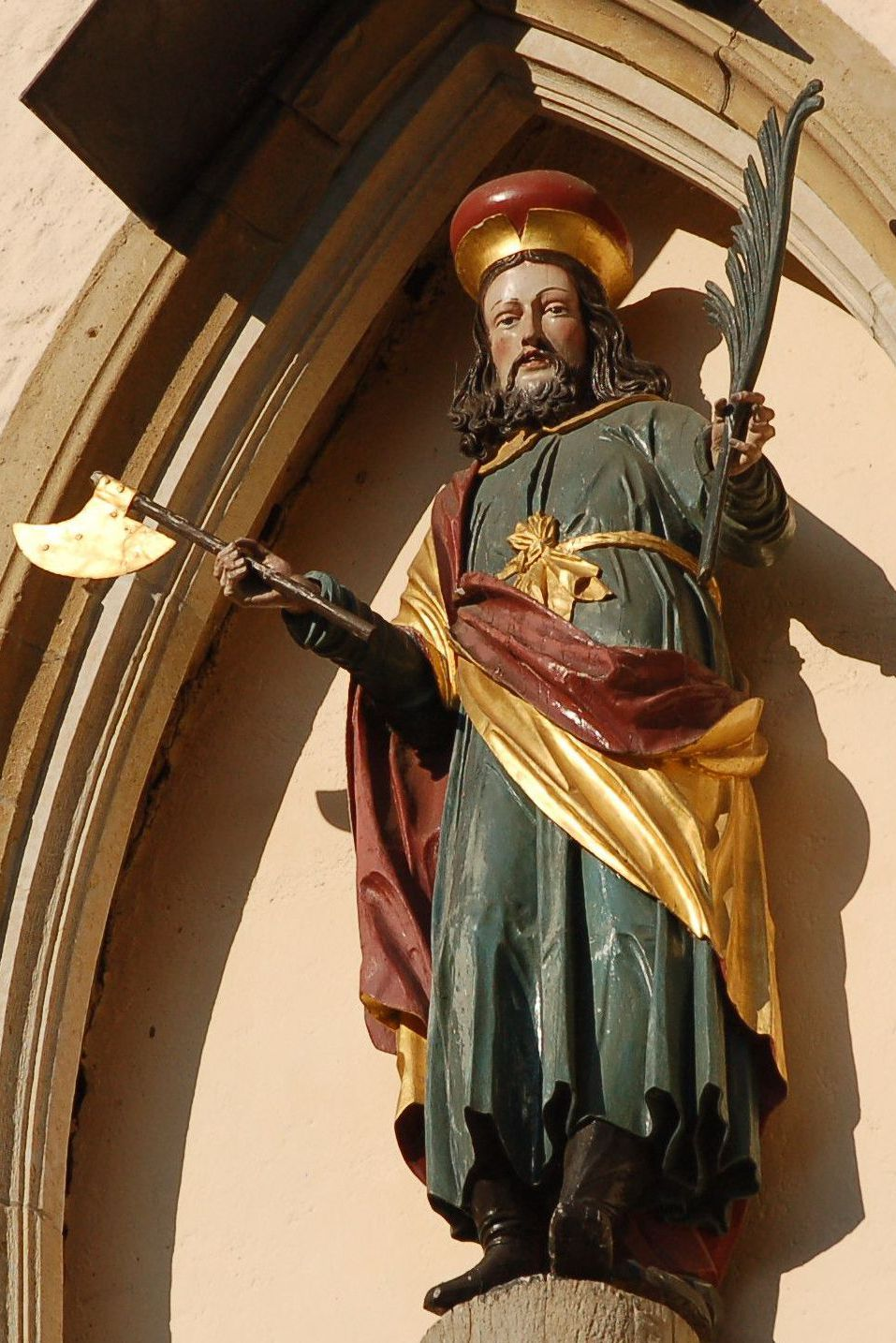
Skulptur von Trudpert

Trudpert war ein irischer Missionar im Breisgau, er soll um 650 (nach den sehr dürftigen Nachrichten) von einem Grafen Othbert in einem Tal des Flüsschens Neumagen ein Grundstück zu einer geistlichen Stiftung erhalten haben. Er gründete an diesem Orte eine Niederlassung und erbaute eine Kapelle. Doch nur drei Jahre lang konnte er das Evangelium verkünden, dann wurde er von zwei Knechten mit einer Axt erschlagen. Deshalb wurde er als Heiliger verehrt. Auf ihn geht das Benediktinerkloster St. Trudpert in Münstertal/Schwarzwald zurück. Gedenktag ist der 26. April.

## Überlieferung
Trudpert ist unter den Heiligen Fridolin, Pirminius, Gallus, Othmar, Columban von Luxeuil und Landolin, die rund um den Schwarzwald tätig waren, der Missionar des Schwarzwaldes. Nach der Überlieferung hatte er einen Bruder, den hl. Rupert, der ebenfalls als Missionar wirkte, dieses ist aber umstritten, Martin Gerbert (1720–1793) schreibt dazu ausführlich in seinem Werk „Geschichte des Schwarzwaldes“. Danach hatten sie gemäß einer Handschrift aus St. Peter zu Salzburg von Heinrich Canisius herausgegeben, noch eine Schwester oder Nichte namens Erindrudis.
Trudpert, Sohn einer adeligen Familie, kam der Überlieferung zufolge als Wallfahrer nach Rom und erhielt dort – von Papst Gregor „dem Großen“ – den Auftrag, als Glaubensbote in Alemannien zu wirken. Nach der Legende ließ er sich 604 zusammen mit seinen Geschwistern Rupert, der als Bischof dargestellt wird – oft fälschlich identifiziert mit Bischof Rupert von Salzburg –, und Ehrentrudis, dargestellt als Äbtissin, im Münstertal bei Freiburg nieder und erhielt dort Land vom Grafen Othbert.

## Zeitliche Einordnung / Erzählung durch das Kloster
- um 600: Der iroschottische Mönch Trudpert gründet im Münstertal eine Einsiedelei um die noch im Jahr 604 heidnischen Alemannen zu missionieren. Drei Jahre später, am 26.04. wird er, laut Legende, von zwei Knechten des Lehnherrs Graf Otbert aus dem Elsass, erschlagen.
- 643: Die Gebeine Trudperts werden sichergestellt. Bereits zu dieser Zeit besteht ein kleines Gebetshaus in der Einsiedelei. Heute befindet sich an dieser Stelle die Trudpertskapelle. Graf Otbert ließ den Leichnam in dem Bethaus, dessen Vollendung der Erschlagene nicht mehr hatte erleben können, in einem steinernen Sarg ehrenvoll beisetzen.
In der Folgezeit suchten Einsiedler, die sich bei dem Heiligtum niedersetzten, Trudperts Werk fortzusetzen.
- ca. 815: Benediktiner aus St. Gallen gründen Kloster St. Trudpert
- 882: Das Gotteshaus im Münstertal wird erstmalig urkundlich erwähnt.
- 815–962: Die Chronik berichtet, dass der Märtyrer Trudpert von Papst Stefan heiliggesprochen wurde. 919–936 Kriegswirren durch Hunneneinfall bedrohten das Kloster. Zum Schutz ließ Graf Luitfried das Kloster mit einer Mauer umgeben. 962 wurde das Kloster wieder aufgebaut.
- 1192: Beginn der Wallfahrt[2]